# Język kunama
Język kunama – język izolowany w obrębie rodziny nilo-saharyjskiej, dawniej zaliczany do podgrupy szari-nilockiej, używany przez ok. 107 tys. mówiących w Erytrei, a także przez nieliczne skupiska ludności w Etiopii. Dzieli się na kilka dialektów, niektóre są wzajemnie niezrozumiałe. 